# Веверсон Леандро Оливеира Моура
Веверсон Леандро Оливеира Моура (12. мај 1993) бразилски је фудбалер.

## Каријера
Током каријере играо је за Гремио Порто Алегре, Палмеирас, Коритиба и многе друге клубове.

## Репрезентација
За репрезентацију Бразила дебитовао је 2013. године.

## Статистика
| Бразил | Бразил | Бразил |
| Год.   | Ута.   | Гол.   |
| ------ | ------ | ------ |
| 2013   | 1      | 1      |
| Укупно | 1      | 1      |